# Libellud
Libellud — французький видавець настільних ігор, заснований у 2008 році в Пуатьє Режісом Боннессе. За словами керівника компанії, ігри компанії найчастіше пов'язані «з уявою, спільним проведенням часу та мріями».

## Історія
Компанія була заснована у 2008 році Режісом Боннессе, автором настільних ігор, з метою видання гри Діксіт, яка спочатку не зацікавила інших видавців на ринку. З 2008 по 2018 рік компанія випустила близько п'ятнадцяти ігор, поступово збільшуючи свій оборот і кількість співробітників, приймаючи організацію роботи, схожу на студію відеоігор. У червні 2016 року було створено незалежну студію відеоігор Libellud Digital для розробки онлайн-версії гри Діксіт.
Ігри Libellud поширюються компанією Asmodee, а спочатку Діксіт у Франції видавала компанія Paille Éditions. Компанія експортує від 70 до 80 % своєї продукції в Азію та Америку. Найбільші обсяги експорту припадають на Німеччину, Польщу та США.
У липні 2020 року Asmodee оголосила про придбання Libellud.

## Видані ігри
- Діксіт (2008), автор Жан-Луї Рубіра, ілюстратор Марі Кардуа[8]
  - Продано 5 000 000 копій гри (2019)[9]
  - As d'or Jeu de l'année на Міжнародному фестивалі ігор (2009)[10]
  - Spiel des Jahres (2010)[3][10]
  - Десять доповнень: Quest (2010), Odyssey (2011), Journey (2012), Origins (2013), Daydreams (2014), Memories (2015), Revelations (2016), Harmonies (2017), Anniversary (2018)[11], Mirrors (2020)
- Fabula (2010), автори Жан-Луї Рубіра та Режіс Боннессе, ілюстратор Мелані Фуентес
- Nautilus (2012), автор Шарль Шевальє, ілюстратор Юіо
- Seasons (2012), автор Режіс Боннессе, ілюстратор Ксав'є Ґеніффе-Дюрін (Naïade)
- Vite ! Cachons-nous ! (2013), автор Фредерік Мойерсоен, ілюстратор Т. Емеріо[12]
  - As d'or Jeu de l'année на Міжнародному фестивалі ігор (2010 — під назвою Cache Moutons)[12]
- Loony Quest (2015), автори Лоран Ескофьє та Давид Франк
  - Продано 100 000 копій гри (2018)[4]
  - Приз журі на Міжнародному фестивалі ігор (2015)
- Otys (2017, у співвиданні з Pearl Games) автор Клод Лучіні, ілюстратор Пол Мафаон[13]
- Mysterium (2015), автори Олександр Невський та Олег Сидоренко, ілюстратори Ксав'є Коллет та Ігор Бурлаков[14][15]
  - Продано 500 000 копій гри (2018)[4]
  - Tric Trac срібло (2015)
  - As d'or Jeu de l'année на Міжнародному фестивалі ігор (2016)[16][17]
  - Два доповнення: Hidden Signs, Secret & Lies[14]
- Dice Forge (2017)[18], автор Режіс Боннессе[19], ілюстратор Biboun[20]
  - Продано 100 000 копій гри (2018)[4]
  - Трофей Flip «Рефлексія» (2017)[20]
  - Номінація на As d'or Jeu de l'année на Міжнародному фестивалі ігор (2018)[21]
- Attack of the Jelly Monster (2018), автор Антуан Боккара, ілюстратор Гійом Дюшмен[20]
- Shadows Amsterdam (2018), автор Матьє Обер, ілюстратор Studio M81[22]
  - Номінація на As d'or Jeu de l'année на Міжнародному фестивалі ігор (2019)
- One Key (2019), автор L’Atelier, ілюстратор Ксав'є Ґеніффе-Дюрін (Naïade)[23]
- Obscurio (2019), автор L’Atelier, ілюстратор Ксав'є Коллет
- Mysterium Park (2020), автори Олександр Невський та Олег Сидоренко, ілюстратор Ксав'є Коллет
- Stella, Dixit Universe (2022), автори Жан-Луї Рубіра та Жеральд Каттіо, ілюстратор Жером Пеліссьє
- Mysterium Kids: Le Trésor du Capitaine Bouh (2022), автори Антонін Боккара та Ів Гіршфельд, ілюстратор Олів'є Даншен
- Діксіт - Дісней (2023), автор Жан-Луї Рубіра, ілюстратор Наталі Домбуа
- Harmonies (2024), автор Йохан Бенвенуто, ілюстратор Маєва Да Сілва